# Yoo Ok-ryul
Yoo Ok-Ryul (koreanska: 유 옥열), född den 1 mars 1973, är en sydkoreansk gymnast.
Han tog OS-brons i hopp i samband med de olympiska gymnastiktävlingarna 1992 i Barcelona.